# Хэнкок, Трэйси
Трэйси Джи'Анджело Хэнкок (англ. Tracy G'Angelo Hancock; род. 27 июля 1997, Фонтейн, Колорадо) — американский борец греко-римского стиля, призёр чемпионата мира и Панамериканских игры, победитель Панамериканского чемпионатов, участник Олимпийских игр.

## Карьера
Уроженец Колорадо, Хэнкок с 2007 года занимается борьбой, является воспитанником центре олимпийской подготовки США в Колорадо-Спрингс, штат Колорадо, под руководством тренера по греко-римской борьбе Мэтта Линдланда. В 2016 году он участвовал в отборе олимпийской сборной США на летние Олимпийские игры 2016 года в Рио-де-Жанейро, где он занял третье место в весовой категории до 98 кг. В сентябре 2016 года во французском Маконе стал бронзовым призёром юниорского чемпионата мира. Хэнкок выиграл бронзовую медаль в весовой категории до 98 кг на Панамериканском чемпионате 2017 года, который проходил в бразильском Лауру-ди-Фрейтас. Он также участвовал в соревнованиях в весовой категории до 98 кг на чемпионате мира в Париже в 2017 году, где свою первую схватку выиграл у турка Фатиха Баскоя и проиграл следующий матч армянину Артуру Алексаняну, который завоевал золотую медаль. На чемпионате мира 2018 года, проходившем в Будапеште, он проиграл в своей же схватке в весовой категории до 97 кг. 
В 2019 году он представлял США на Панамериканских играх, проходивших в Лиме, где выиграл серебряную медаль в весовой категории до 97 кг. В финале он проиграл кубинцу Габриэлю Росильо. В том же году он также участвовал в соревнованиях в весовой категории до 97 кг на чемпионате мира по борьбе 2019 года, который проходил в Нур-Султане, где он выбыл в своем втором матче против Мелонена Нумонви из Франции. 
В начале марта 2020 года в Оттаве стал победителем панамериканского чемпионата. А уже через несколько дней в середине марта 2020 года в той же Оттаве на Панамериканском отборочном турнир завоевал лицензию на Олимпийские игры 2020 года в Токио.
В апреле 2021 года стало известно, что он в весовой категории до 97 кг представит США на летних Олимпийских играх 2020 года в Токио. В своем первом матче на стадии 1/8 финала он выиграл у Михаила Каджая из Сербии, а затем выбыл из турнира, уступив в следующем матче в 1/4 финала Тадеушем Михаликом из Польши и занял 7 место. В октябре 2021 года одолев в схватке за 3 место немца Петера Ойлера он стал бронзовым призёром чемпионата мира в Осло.

## Достижения
- Чемпионат мира по борьбе среди юниоров 2016 — ;
- Панамериканский чемпионат по борьбе 2017 — ;
- Панамериканский чемпионат по борьбе 2019 — ;
- Панамериканские игры 2019 — ;
- Панамериканский чемпионат по борьбе 2020 — ;
- Олимпийские игры 2020 — 7;
- Чемпионат мира по борьбе 2021 — ;